# Joie Chitwood
George Rice "Joie" Chitwood (14 de abril de 1912 – 3 de janeiro de 1988) foi um automobilista norte-americano.
Chitwood participou das 500 Milhas de Indianápolis de 1950, prova que contou pontos para o Mundial de Pilotos da Fórmula 1 de 1950 até 1960. Ele chegou em 5º lugar, compartilhando o carro com Tony Bettenhausen. Ambos marcaram 1 ponto.